# Gints Meija
Gints Meija (* 4. September 1987 in Riga, Lettische SSR) ist ein lettischer Eishockeyspieler, der seit 2022 beim ECDC Memmingen aus der Eishockey-Oberliga unter Vertrag steht.

## Karriere
Meija spielte zunächst in seiner Geburtsstadt bei Riga/Saga/LB in der U18-Juniorenliga Lettlands. Während der Spielzeit 2004/05 wechselte er innerhalb der Liga in die U18-Mannschaft des SK Riga. Zwischen 2005 und 2007 nahm er mit der U20-Mannschaft des gleichen Vereins, die sich SK LSPA/Riga nannte, an der Premjerlīga teil.
Zur Saison 2007/08 wechselte er innerhalb der Premjerlīga zum HK Riga 2000. Mit seinem neuen Club belegte Meija beim IIHF Continental Cup 2007/08 den zweiten Platz. Im Sommer 2008 bekam er einen Vertrag bei Dinamo Riga aus der Kontinentalen Hockey-Liga, spielte aber meist beim HK Riga 2000 – dieser nahm in die Spielzeit 2008/09 als Dinamos Farmteam an der belarussischen Extraliga teil. Seit der Saison 2009/10 gehört er fest zum Kader Dinamo Rigas, kam in jener Spielzeit aber auch beim neuen Farmteam, den Dinamo-Juniors Riga, zum Einsatz.
Seit 2011 gehört Meija zum Stammpersonal bei Dinamo und erhielt regelmäßig Vertragsverlängerungen. Im Frühjahr 2013 gewann er mit Dinamo den Nadeschda-Pokal, die Trophäe der damaligen KHL-Trostrunde. Zwischen 2016 und 2018 war er Kapitän von Dinamo, anschließend agierte er als Assistenzkapitän. Im November 2020 wurde sein Vertrag bei Dinamo aufgelöst und Meija spielte anschließend für Olimp Riga und den EHC Linz aus der ICE Hockey League. Im Sommer 2021 erhielt er erneut einen Vertrag bei Dinamo Riga.

### International
Meija spielte dreimal für Lettland bei Junioren-Weltmeisterschaften. Er nahm an der U18-Junioren-Weltmeisterschaft der Division I 2005, der U20-Junioren-Weltmeisterschaft 2006 und der U20-Junioren-Weltmeisterschaft der Division I 2007 teil.
Bei den Senioren wurde Meija für die Olympischen Winterspiele 2010 in Vancouver nominiert, bei denen er in vier Spielen zum Einsatz kam. Zudem lief er für Lettland bei den Weltmeisterschaften 2010 und 2011 auf.
Auch 2012, 2013, 2014, 2016, 2017, 2018 und 2021 spielte er für Lettland in der Top-Division der Weltmeisterschaft. Bei den WM-Turnieren 2016 und 2017 führte er das lettische Nationalteam als Assistenzkapitän aufs Eis.
Insgesamt hat Meija bis Februar 2019 137 Länderspiele absolviert, in denen er 47 Scorerpunkte sammelte.

## Erfolge und Auszeichnungen
- 2013 Gewinn des Nadeschda-Pokals mit Dinamo Riga

## Karrierestatistik
(Legende zur Spielerstatistik: Sp oder GP = absolvierte Spiele; T oder G = erzielte Tore; V oder A = erzielte Assists; Pkt oder Pts = erzielte Scorerpunkte; SM oder PIM = erhaltene Strafminuten; +/− = Plus/Minus-Bilanz; PP = erzielte Überzahltore; SH = erzielte Unterzahltore; GW = erzielte Siegtore; 1 Play-downs/Relegation; Kursiv: Statistik nicht vollständig)